# Vlkava
Vlkava (en allemand : Wilkau) est une commune du district de Mladá Boleslav, dans la région de Bohême-Centrale, en République tchèque. Sa population s'élevait à 423 habitants en 2020.

## Géographie
Vlkava se trouve à 10 km au nord-nord-est de Benátky nad Jizerou, à 16 km au sud-sud-est de Mladá Boleslav et à 44 km au nord-est de Prague.
La commune est limitée par Smilovice au nord, par Loučeň à l'est, par Jizbice et Všejany au sud, et par Čachovice à l'ouest.

## Histoire
La première mention écrite de la localité date de 1046.

## Administration
La commune se compose de deux quartiers :
- Bor
- Vlkava

## Transports
Par la route, Vlkava se trouve à 12 km de Benátky nad Jizerou, à 21,5 km de Mladá Boleslav et à 52 km du centre de Prague.